# Jimma-Zone
Jimma ist eine Zone in der Region Oromia in Äthiopien. Jimma ist nach dem ehemaligen Königreich Jimma benannt, das 1932 in die ehemalige Provinz Kaffa eingegliedert wurde.
Jimma grenzt im Süden an die Southern Nations, im Nordwesten an die Illubabor-Zone, im Norden an die East Welega Zone und im Nordosten an die West Shewa Zone. Ein Teil der Grenze zur West Shewa Zone wird durch den Gibe River makiertz. Der höchste Punkt in dieser Zone ist der Berg Maigudo (2386 m). Zu den Städten in Jimma gehören Agaro, Limmu Inariya und Saqqa.
Laut Angaben der zentrale Statistikagentur wurden in dieser Zone im Jahr 2005 26.743 Tonnen Kaffee produziert. Dies entspricht 23,2 % der Produktion der Region und 11,8 % der Gesamtproduktion Äthiopiens. Damit ist Jimma neben den Zonen Sidama und Gedeo einer der drei größten Kaffeeanbaugebieten.
Jimma galt lange Zeit als eine der wichtigsten Region für Nahrungsanbau in Äthiopien. Doch ab 1997 verschlechterten sich die Bedingungen durch schlechte Ernten und das Auftreten von Pflanzenkrankheiten wie der Graufleckenkrankheit, die durch den Pilz Cercospora zeaemaydis verursacht wird, machte die Situation noch schlimmer.